# Maisons-en-Champagne
Maisons-en-Champagne és un municipi francès, situat al departament del Marne i a la regió del Gran Est. L'any 2007 tenia 459 habitants.

## Demografia

### Població
El 2007 la població de fet de Maisons-en-Champagne era de 459 persones. Hi havia 160 famílies, de les quals 29 eren unipersonals (7 homes vivint sols i 22 dones vivint soles), 60 parelles sense fills, 67 parelles amb fills i 4 famílies monoparentals amb fills.
La població ha evolucionat segons el següent gràfic:
Habitants censats

### Habitatges
El 2007 hi havia 174 habitatges, 164 eren l'habitatge principal de la família, 2 eren segones residències i 9 estaven desocupats. 171 eren cases i 2 eren apartaments. Dels 164 habitatges principals, 155 estaven ocupats pels seus propietaris, 6 estaven llogats i ocupats pels llogaters i 4 estaven cedits a títol gratuït; 4 tenien dues cambres, 8 en tenien tres, 33 en tenien quatre i 119 en tenien cinc o més. 125 habitatges disposaven pel capbaix d'una plaça de pàrquing. A 67 habitatges hi havia un automòbil i a 86 n'hi havia dos o més.

### Piràmide de població
La piràmide de població per edats i sexe el 2009 era:
| Homes | Edats   | Dones |
| ----- | ------- | ----- |
| 0     | 95 o +  | 0     |
| 8     | 90 a 94 | 4     |
| 4     | 85 a 89 | 0     |
| 4     | 80 a 84 | 4     |
| 4     | 75 a 79 | 12    |
| 16    | 70 a 74 | 4     |
| 8     | 65 a 69 | 20    |
| 8     | 60 a 64 | 4     |
| 4     | 55 a 59 | 4     |
| 16    | 50 a 54 | 12    |
| 24    | 45 a 49 | 20    |
| 20    | 40 a 44 | 28    |
| 12    | 35 a 39 | 12    |
| 20    | 30 a 34 | 8     |
| 8     | 25 a 29 | 12    |
| 12    | 20 a 24 | 16    |
| 12    | 15 a 19 | 16    |
| 12    | 10 a 14 | 4     |
| 8     | 5 a 9   | 12    |
| 8     | 0 a 4   | 16    |

## Economia
El 2007 la població en edat de treballar era de 286 persones, 206 eren actives i 80 eren inactives. De les 206 persones actives 191 estaven ocupades (113 homes i 78 dones) i 15 estaven aturades (5 homes i 10 dones). De les 80 persones inactives 24 estaven jubilades, 16 estaven estudiant i 40 estaven classificades com a «altres inactius».

### Ingressos
El 2009 a Maisons-en-Champagne hi havia 177 unitats fiscals que integraven 473,5 persones, la mediana anual d'ingressos fiscals per persona era de 19.324 €.

### Activitats econòmiques
Dels 14 establiments que hi havia el 2007, 4 eren d'empreses de construcció, 4 d'empreses de comerç i reparació d'automòbils, 1 d'una empresa de transport, 1 d'una empresa immobiliària, 3 d'empreses de serveis i 1 d'una entitat de l'administració pública.
Dels 3 establiments de servei als particulars que hi havia el 2009, 1 era un guixaire pintor i 2 lampisteries.
L'únic establiment comercial que hi havia el 2009 era una gran superfície de material de bricolatge.
L'any 2000 a Maisons-en-Champagne hi havia 13 explotacions agrícoles que ocupaven un total de 1.859 hectàrees.

## Poblacions més properes
El següent diagrama mostra les poblacions més properes.